# Micropterus treculii
Micropterus treculii är en fiskart som först beskrevs av Léon Vaillant och Marie Firmin Bocourt, 1874.  Micropterus treculii ingår i släktet Micropterus och familjen Centrarchidae. IUCN kategoriserar arten globalt som otillräckligt studerad. Inga underarter finns listade i Catalogue of Life.